# Umberto Ghibaudo
Umberto Ghibaudo (Torino, 21 luglio 1907 – ...) è stato un calciatore italiano, di ruolo portiere.

## Carriera
Nella stagione 1930-1931 vinse uno scudetto con la Juventus disputando in totale 4 partite e subendo 3 reti. Rimase in rosa anche nella stagione 1931-1932

## Palmarès

### Competizioni nazionali
- Campionato italiano: 2

Juventus: 1930-1931, 1931-1932